# Emil Tranquillini
Emil Tranquillini (* 27. März 1884 in Wien; † 22. November 1955 in Innsbruck) war ein österreichischer Architekt und Hochschullehrer sowie Rektor der Deutschen Technischen Hochschule in Brünn.

## Leben
Tranquillini studierte nach Besuch der Realschule Wien und Militärdienst von 1902 bis 1907 Architektur an der Technischen Hochschule Wien unter anderem bei Karl König und Max von Ferstel. Nach Studienreisen nach Deutschland, Belgien, Holland, England, Schweiz und Italien war er von 1909 bis 1913 Assistent bei Max von Ferstel an der Technischen Hochschule Wien und wurde 1912 zum Dr. techn. promoviert.
1910 eröffnete er sein eigenes Atelier in Wien. Mit Berufung auf die außerordentliche Professur für Zeichnen und Ornamentzeichnen an die Deutsche Technische Hochschule Brünn verlegte er sein Atelier nach Brünn. 1920 erfolgte die Ernennung zum ordentlichen Professor für mittelalterliche Baukunst, Zeichnen und Ornamentzeichnen. Von 1920 bis 1922 war er Dekan der Architekturfakultät an der TH Brünn. 1929/30 war Tranquillini Rektor der Technischen Hochschule Brünn. Er zählte mit den Kollegen Heinrich Fanta, Vinzenz Baier und Emil Leo zu der jüngeren Architektengeneration an der Deutschen Technischen Hochschule in Brünn. Nach Ende des Zweiten Weltkrieges siedelte er nach Innsbruck um.

## Wichtige Projekte und Bauten

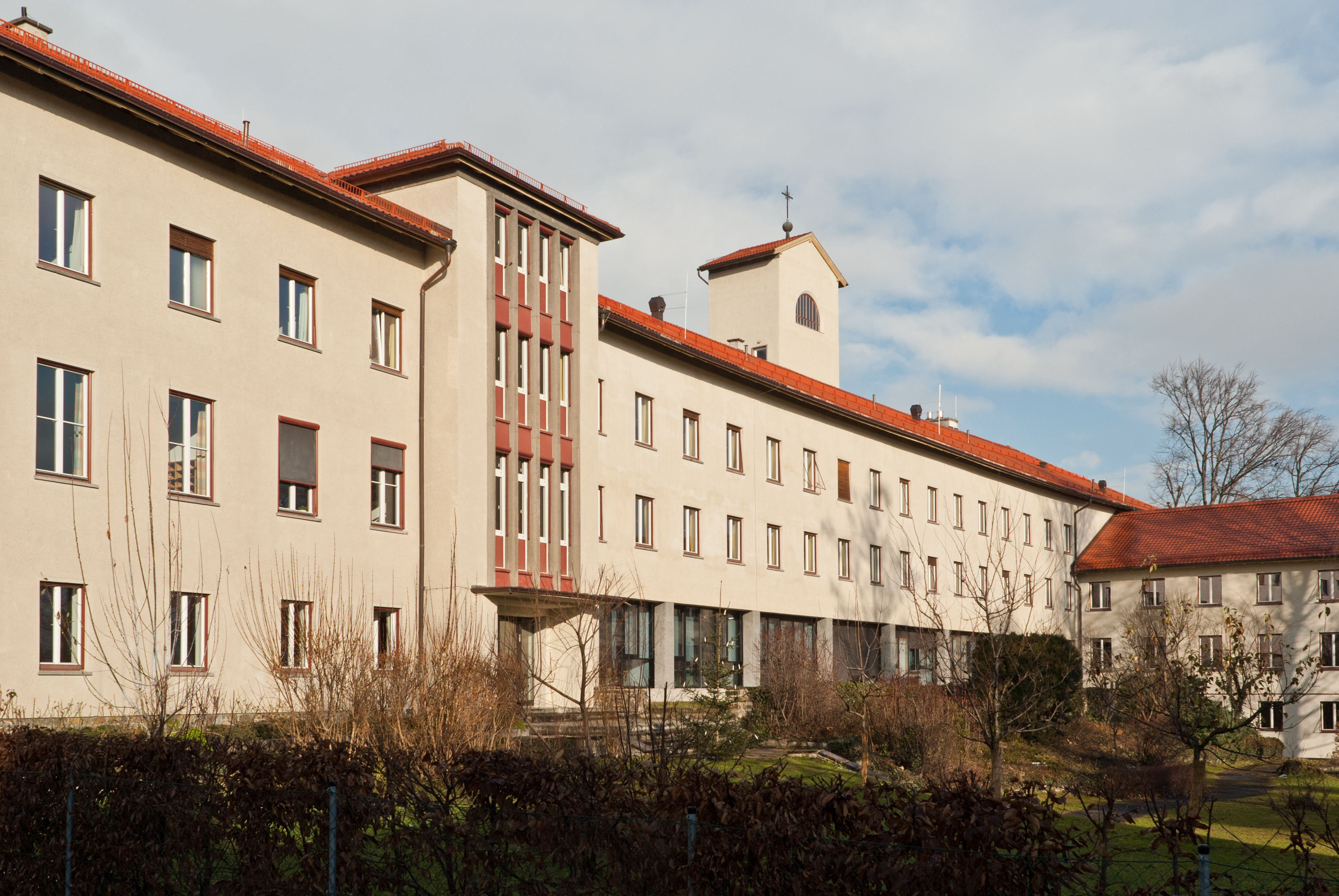
Priesterseminar in Innsbruck

- Kaiser-Franz-Josef-Stadtmuseum (Wettbewerb 1. Preisträger, zusammen mit Karl Hoffmann)
- Wiener Stadtmuseum (Platzgestaltung) (Wettbewerb 1. Preisträger, zusammen mit Karl Hoffmann)
- Deutsches Theater in Brünn (Wettbewerb 1. Preisträger, zusammen mit Heinrich Fanta)
- Priesterseminar in Innsbruck-Hötting
- Theater in Prostějov (Umbau)
- Arbeitersiedlung der Montanwerke in Brixlegg